# Carlos Toppings
Carlos Nicanor Toppings (Limón, 7 de abril de 1953 - San José, 24 de agosto de 2007) fue un destacado futbolista costarricense. Jugó como defensa en los equipos de Primera División A.D. Limonense, Municipal Puntarenas, C.S. Herediano y el Platense de Honduras.
Toppings murió en 2007, a la edad de 54 años, víctima de un cáncer de pulmón.

## Trayectoria
Jugó 13 temporadas en Primera División, entre 1974 y 1987, como lateral derecho, cuarto defensa, líbero y finalmente como volante.
Sin lugar a dudas, sus mejores años los realizó con el Municipal Puntarenas, equipo al que llegó en 1978, procedente del equipo de su ciudad natal la A.D. Limonense.
Con Puntarenas, obtuvo en 1986 el único título de Primera División ganado por este club porteño. así como los subtítulos de 1978, 1982 y 1983. En 1984, tuvo un breve paso por las filas del Club Sport Herediano, donde no logró consolidarse de igual forma, así que regresó de nuevo al Puntarenas por dos temporadas.
En 1987 jugó para el Platense Fútbol Club de Honduras, equipo con el que se retiró a finales de esa misma temporada a la edad de 34 años, producto de una lesión.

## Selección nacional
Toppings participó en 32 partidos con la selección mayor de fútbol de Costa Rica, desde 1979 hasta 1984.
Participó en las eliminatorias rumbo al Mundial de 1982, e integró el equipo que estuvo en los Juegos Olímipos de 1980 y 1984.
Hizo dos goles: uno a Estados Unidos (1-1), en Edwarsville (EE. UU.), rumbo a las Olimpiadas de Moscú 1980; y otro a Colombia (1-0), en un amistoso en San José.

### Participaciones en Juegos Olímpicos
| Competición              | Sede        | Resultado    |
| ------------------------ | ----------- | ------------ |
| Juegos Olímpicos de 1980 | Moscú       | Primera fase |
| Juegos Olímpicos de 1984 | Los Ángeles | Primera fase |

## Clubes
| Club                           | País       | Año         |
| ------------------------------ | ---------- | ----------- |
| Asociación Deportiva Limonense | Costa Rica | 1974 - 1977 |
| Municipal Puntarenas           | Costa Rica | 1978 - 1983 |
| Club Sport Herediano           | Costa Rica | 1984        |
| Municipal Puntarenas           | Costa Rica | 1985 - 1986 |
| Platense Fútbol Club           | Honduras   | 1987        |

## Palmarés
| Título                         | Club                 | País       | Año  |
| ------------------------------ | -------------------- | ---------- | ---- |
| Primera División de Costa Rica | Municipal Puntarenas | Costa Rica | 1986 |